# Liste der Mitglieder des Provinziallandtags der Rheinprovinz (15. Sitzungsperiode)
Diese Liste nennt die Mitglieder des 15. Provinziallandtages der Rheinprovinz 1861.

## Hintergrund
Der Provinziallandtag der Rheinprovinz bestand aus 75 Mitglieder, die sich in vier Kurien aufteilten. Die erste Kurie bestand aus vier Standesherren, die über Virilstimmen verfügten. Die Standesherren konnten sich vertreten lassen. Die zweite Kurie bestand aus den Vertretern der Ritterschaft, diese wurden in zwei Wahlkreisen (Regierungsbezirke Koblenz/Trier/Köln und Regierungsbezirke Aachen/Düsseldorf) gewählt. Die dritte Kurie bildeten die Vertreter der Städte. Diese wurden in indirekter Wahl bestimmt. Die vierte Kurie bildeten die Landgemeinden. Diese wählten die Vertreter in doppelt indirekter Wahl: Die Urwähler wählten Wahlmänner, diese dann Bezirkswähler. Wahlkreise waren die Landkreise. Für die Abgeordneten wurden jeweils auch Stellvertreter gewählt.
Der Provinziallandtag der Rheinprovinz trat in seiner 15. Sitzungsperiode vom 18. August 1861 bis zum 30. August 1861 zusammen. Der Landtagsabschied datiert vom 18. August 1861.

## Liste der Abgeordneten
| Kurie                                | Wahlkreis | Abgeordneter                                             | Anmerkung                                                          |
| ------------------------------------ | --- | -------------------------------------------------------- | ------------------------------------------------------------------ |
| Stand der Fürsten, Grafen und Herren | | Fürst Alfred zu Salm-Reifferscheidt-Dyck                 | Dyk bei Neuss                                                      |
| Ritterschaft                         | Koblenz/Trier/Köln | Freiherr Clemens August Waldbott von Bassenheim-Bornheim | Landtagsmarschall                                                  |
| Ritterschaft                         | Aachen/Düsseldorf | Freiherr Friedrich von Bourscheidt                       | Haus Rath                                                          |
| Ritterschaft                         | Aachen/Düsseldorf | Freiherr Julius Franz Otto von Dalwigk                   | Boisdorf                                                           |
| Ritterschaft                         | Aachen/Düsseldorf | Freiherr Georg von Eerde                                 | Landrat, Geldern                                                   |
| Ritterschaft                         | Koblenz/Trier/Köln | Freiherr Franz Adolph Josef von Fürstenberg              | Lörsfeld                                                           |
| Ritterschaft                         | Aachen/Düsseldorf | Freiherr Emmerich Raitz von Frentz                       | Königlicher Kammerherr und Landrat aus Düsseldorf                  |
| Ritterschaft                         | Koblenz/Trier/Köln | Freiherr Theodor Geyr von Schweppenburg                  | Wiesenthal                                                         |
| Ritterschaft                         | Aachen/Düsseldorf | Graf Arthur von Goltstein                                | Schloss Breill                                                     |
| Ritterschaft                         | Koblenz/Trier/Köln | Graf Franz Egon von Hoensbroech                          | Erbmarschall und königlich preußischer Kammerherr auf Schloss Haag |
| Ritterschaft                         | Aachen/Düsseldorf | Graf Alfred von Hompesch                                 | Rurich                                                             |
| Ritterschaft                         | Aachen/Düsseldorf | Franz Andreas Josten                                     | Rittergutsbesitzer aus Neuß                                        |
| Ritterschaft                         | Aachen/Düsseldorf | Franz Werner von Leykam                                  | Elsum, Kreis Heilsberg                                             |
| Ritterschaft                         | Koblenz/Trier/Köln | Freiherr Clemens von Loë                                 | Wissen                                                             |
| Ritterschaft                         | Koblenz/Trier/Köln | Freiherr Rudolf de Lasalle von Louisenthal               | Schloss Dagstuhl                                                   |
| Ritterschaft                         | Koblenz/Trier/Köln | Graf Maximilian von Nesselrode-Ehreshoven                | Landrat, Ehreshoven                                                |
| Ritterschaft                         | Aachen/Düsseldorf | Freiherr Ludwig Maximilian von Rigal-Grunland            | Bonn                                                               |
| Ritterschaft                         | Aachen/Düsseldorf | Freiherr Friedrich von der Heyden-Rynsch                 | Haus Ruhr                                                          |
| Ritterschaft                         | Aachen/Düsseldorf | Graf Rudolf von Schaesberg                               | Krickelbeck                                                        |
| Ritterschaft                         | Koblenz/Trier/Köln | Clemens August Schroeder                                 | Landgerichtsassessor, Haus Wachendorf                              |
| Ritterschaft                         | Koblenz/Trier/Köln | Hermann Joseph Simons                                    | Landrat, Vogelsang, als Stellvertreter                             |
| Ritterschaft                         | Koblenz/Trier/Köln | Anton Franz Hermann von Solemacher-Antweiler             | Koblenz                                                            |
| Ritterschaft                         | Aachen/Düsseldorf | Graf August von Spee                                     | Heltorf                                                            |
| Ritterschaft                         | Aachen/Düsseldorf | Graf Carl Ludwig Franz von Varo                          | Haus Caen                                                          |
| Ritterschaft                         | Koblenz/Trier/Köln | Freiherr Wilhelm von Weichs-Rösberg                      | Roesberg, als Stellvertreter                                       |
| Städte                               | Düsseldorf | Gerhard Baum                                             | Bankier, Kommerzienrat, Düsseldorf                                 |
| Städte                               | Monschau, Eupen, Malmédy, St. Vith | Peter Becker                                             | Bürgermeister, Eupen                                               |
| Städte                               | Düren, Gemünd, Stolberg, Burtscheid | Richard Busch                                            | Stadtverordneter, Düren                                            |
| Städte                               | Deutz, Mülheim am Rhein, Gladbach, Gummersbach, Wipperfürth, Siegburg, Königswinter, Neustadt                                          | Dr. med. Franz Bieger                                    | Stadtverordneter, Mülheim am Rhein                                 |
| Städte                               | Duisburg, Mülheim an der Ruhr, Essen, Kettwig, Werden, Ruhrort, Dinslaken, Emmerich, Rees, Isselburg                                   | Theodor Boeninger                                        | Kaufmann, Duisburg                                                 |
| Städte                               | Aachen | Johann Contzen                                           | Bürgermeister, Aachen                                              |
| Städte                               | Kreuznach, Kirn, Sobernheim, St. Goar, Boppard, Oberwinter, Bacharach, Stromberg                                                       | Eduard Ebertz                                            | Rechtskonsulent, Kreuznach                                         |
| Städte                               | Neuss, Grevenbroich, Wevelinghoven, Gladbach, Viersen, Dahlen, Odenkirche, Rheydt, Uerdingen, Kempen, Süchtelen, Dülken, Kaldenkirchen | Michael Frings                                           | Kaufmann, Neuß                                                     |
| Städte                               | Köln | Jakob Horst                                              | Rentner und Stadtverordneter, Köln                                 |
| Städte                               | Koblenz | Jacob Hölscher                                           | Buchhändler, Koblenz                                               |
| Städte                               | Krefeld | Peter Hunzinger                                          | Kaufmann, Krefeld                                                  |
| Städte                               | Merzig, Prüm, Bitburg, Wittlich, Bernkastel, Saarburg, Neuerburg                                                                       | Johann Peter Limbourg                                    | Gutsbesitzer, Bitburg                                              |
| Städte                               | Jülich, Eschweiler, Heinsberg, Erkelenz, Geilenkirchen mit Hünshoven, Linnich                                                          | Dr. Ernst Joseph Lexis                                   | Arzt, Eschweiler                                                   |
| Städte                               | Ratingen, Kaiserswerth, Angermund mit Gerresheim, Mettmann, Langenberg mit Hardenberg, Wülfrath, Velbert, Kronenberg, Steele, Hilden   | Gustav Linden                                            | Kaufmann, Ratingen                                                 |
| Städte                               | Kleve, Wesel, Goch, Gelder, Rheinberg, Moers, Orsoy, Xanten                                                                            | Wilhelm Münster                                          | Hauptmann a. D., Wesel                                             |
| Städte                               | Bonn, Münstereifel, Euskirchen, Zülpich, Rheinberg                                                                                     | Johann Jacob Noeggerath                                  | Geheimer Bergrat, Bonn                                             |
| Städte                               | Ehrenbreitstein, Vallendar, Bendorf, Neuwied, Linz, Wetzlar, Braunfels                                                                 | August von Pelcke                                        | Forstmeister, Neuwied                                              |
| Städte                               | Ehrenbreitstein, Vallendar, Bendorf, Neuwied, Linz, Wetzlar, Braunfels                                                                 | Jacob Nußbaum                                            | Kaufmann, Linz, als Stellvertreter                                 |
| Städte                               | Saarlouis, Saarbrücken, St. Johann, Ottweiler, St, Wendel, Baumholder                                                                  | Dr. Louis Riegel                                         | Apotheker, St. Wendel                                              |
| Städte                               | Stromberg, Trarbach, Zell, Cochem, Mayen, Andernach, Ahrweiler, Sinzig, Remagen, Simmern                                               | Wilhelm Josef Roth                                       | Sinzig                                                             |
| Städte                               | Elberfeld | Heinrich Schniewind                                      | Kaufmann, Elberfeld, als Stellvertreter                            |
| Städte                               | Trier | Damian Ernst Schoemann                                   | Bankier, Trier, als Stellvertreter                                 |
| Städte                               | Lennep, Ronsdorf, Lüttringhausen, Radevormwald, Burg, Hückeswagen, Wermelskirchen                                                      | Peter Schürmann                                          | Kaufmann und Handelskammerpräsident, Lennep                        |
| Städte                               | Köln | Joseph Stupp                                             | Justizrat und Oberbürgermeister, Köln                              |
| Städte                               | Barmen | Carl Ludwig Wesenfeld                                    | Beigeordneter, Barmen, als Stellvertreter                          |
| Städte                               | Solingen, Remscheid, Dorp, Gräfrath, Wald, Höhscheid mit Merscheid, Burscheid mit Leichlingen, Opladen mit Neukirchen, Hitdorf         | Gustav Weyersberg                                        | Kommerzienrat, Solingen                                            |
| Landgemeinden                        | Regierungsbezirk Trier | Ludwig Adams                                             | Gutsbesitzer, Mertloch                                             |
| Landgemeinden                        | Regierungsbezirk Aachen | Jacob Ahren                                              | Gutsbesitzer, Reichenstein                                         |
| Landgemeinden                        | Regierungsbezirk Köln | Anselm Clostermann                                       | Gutsbesitzer, Warth                                                |
| Landgemeinden                        | Regierungsbezirk Düsseldorf | Wilhelm Duven                                            | Bürgermeister und Gutsbesitzer, Hörstgen                           |
| Landgemeinden                        | Regierungsbezirk Düsseldorf | Jakob Fonck                                              | Gutsbesitzer, Pfalzdorf                                            |
| Landgemeinden                        | Regierungsbezirk Köln | Franz Anton Frenger                                      | Gutsbesitzer, Frühlingen                                           |
| Landgemeinden                        | Regierungsbezirk Koblenz | Christian Gruhn                                          | Gutsbesitzer, Gemünden                                             |
| Landgemeinden                        | Regierungsbezirk Trier | Nicolas Guittienne                                       | Gutsbesitzer, Niedaltdorf                                          |
| Landgemeinden                        | Regierungsbezirk Koblenz | Georg Karl Immich                                        | Gutsbesitzer, Enkirch                                              |
| Landgemeinden                        | | Dr. Kellermann                                           | Gutsbesitzer, Saarn                                                |
| Landgemeinden                        | Regierungsbezirk Koblenz | Ludwig Kimnach                                           | Gutsbesitzer, Weiler                                               |
| Landgemeinden                        | Regierungsbezirk Düsseldorf | Urban Leven                                              | Bürgermeister, Benrath                                             |
| Landgemeinden                        | Regierungsbezirk Aachen | Hermann Joseph Paulssen                                  | Bürgermeister, Laffeld                                             |
| Landgemeinden                        | Regierungsbezirk Aachen | Josef Pilgram                                            | Bürgermeister, Kelz                                                |
| Landgemeinden                        | Saarburg, Merzig, Saarlouis | Johann Baptist Reusch                                    | Gutsbesitzer, Bürgermeister und Posthalter, Lebach                 |
| Landgemeinden                        | Regierungsbezirk Trier | Eugen Richard                                            | Gutsbesitzer, Niedersgegen                                         |
| Landgemeinden                        | Regierungsbezirk Köln | Heinrich Rolshoven                                       | Steinbreche                                                        |
| Landgemeinden                        | Regierungsbezirk Köln | Johann Leopold Schult                                    | Bürgermeister, Glessen                                             |
| Landgemeinden                        | Landkreise Aachen, Geilenkirchen | Konstantin Schunck                                       | Gutsbesitzer zu Gereonsweiler                                      |
| Landgemeinden                        | Regierungsbezirk Düsseldorf | Edmund von der Straeten                                  | Bürgermeister, Hardt                                               |
| Landgemeinden                        | Regierungsbezirk Koblenz | Dr. Ferdinand Wurzer                                     | Bürgermeister von Niederhammerstein                                |
| Landgemeinden                        | Regierungsbezirk Trier | Freiherr René Zandt von Merl                             | Gutsbesitzer und Bürgermeister, Münchweiler                        |
| Landgemeinden                        | Regierungsbezirk Düsseldorf | Jakob Zores                                              | Gutsbesitzer, Zand                                                 |